# Max von Scheel

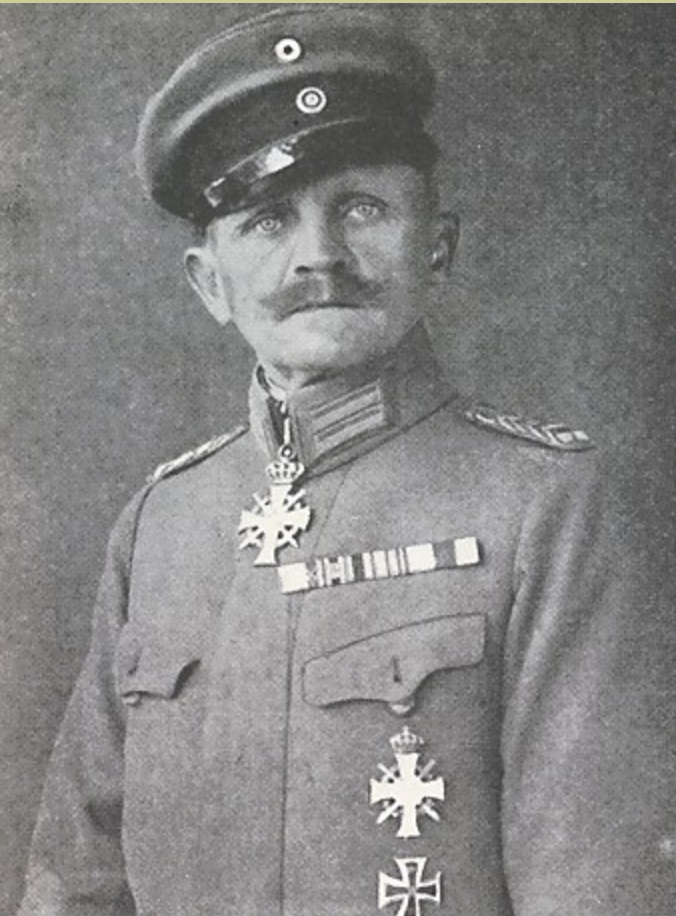
Max von Scheel

Max Joachim Otto von Scheel (* 7. Juli 1862 in Stradam in Schlesien; † 24. März 1936 in Oberstdorf) war ein sächsischer Generalmajor.

## Leben

### Militärkarriere
Er besuchte das Gymnasium in Oels, trat 1882 als Soldat in die Sächsische Armee ein und avancierte im Jahr darauf zum Sekondeleutnant. In den folgenden Jahren wurde er 1890 Premierleutnant, 1896 Hauptmann und am 20. April 1906 zum Major befördert. Er wirkte 1908 als Vorstand des Festungsgefängnisses. Er wurde am 9. Dezember 1911 zum Oberstleutnant befördert und diente 1912 beim Stabe des 2. Grenadier-Regiments Nr. 101 „Kaiser Wilhelm, König von Preußen“.
Nach Ausbruch des Ersten Weltkrieges diente er als Oberst und Kommandeur des 1. Leib-Grenadier-Regiments Nr. 100. Er bewährte sich beim Angriff auf die Festungsstadt Mariembourg in Belgien, wodurch er am 15. Oktober 1914 mit dem Ritterkreuz des Militär-St.-Heinrichs-Ordens ausgezeichnet wurde. In den folgenden Jahren erfolgte seine Beförderung zum Generalmajor und Kommandeur der 245. Infanterie-Brigade. Er nahm mit seiner Brigade bei der Gruppe Schmettow während der Deutschen Frühjahrsoffensive 1918 teil, wurde im Juli 1918 Kommandeur der 3. Infanterie-Division Nr. 32 und führte seine Truppe nördlich von Verdun im Abschnitt Ornes.
Nach Kriegsende nahm Scheel 1919 seinen Abschied von der Armee.

### Familie
Er heiratete 1891 in Dresden Barbara Poppe.